# Inermocoelotes halanensis
Inermocoelotes halanensis es una especie de araña araneomorfa del género Inermocoelotes, familia Agelenidae. Fue descrita científicamente por Wang, Zhu & Li en 2010.
Se distribuye por Croacia. El prosoma de la hembra mide aproximadamente 5,5 milímetros de longitud.